# واشلووانی
واشلووانی (به لاتین: Vashlovani) یک منطقهٔ مسکونی در گرجستان است که در ناحیه گاگرا واقع شده‌است. واشلووانی ۱۷۶ نفر جمعیت دارد و ۲۰۰ متر بالاتر از سطح دریا واقع شده‌است.